# Arthrocnodax constrictus
Arthrocnodax constrictus är en tvåvingeart som beskrevs av Ephraim Porter Felt 1914. Arthrocnodax constrictus ingår i släktet Arthrocnodax och familjen gallmyggor.
Artens utbredningsområde är Puerto Rico. Inga underarter finns listade i Catalogue of Life.